# Пюрингер, Август
Август Пюрингер (нем. August Püringer; 31 августа 1874, Вена — после 1935 г.) — немецкий музыкальный критик и дирижёр австрийского происхождения.
С начала 1890-х гг. печатался как музыкальный критик и публицист в венской газете Ostdeutsche Rundschau. Опубликовал книгу стихов (нем. Gedichte; Дрезден, 1900), драму «Укрощение хаоса» (нем. Die Bändigung des Chaos; 1901), несколько песен на стихи Гёте, Шиллера и др. В 1904 г. корепетитор в Лайбахе. В 1905—1906 гг. возглавлял Карлсбадский курортный оркестр, после первого же сезона вышел в отставку на фоне серии конфликтов и негативной оценки его работы. После этого жил, главным образом, в Германии и занимался, главным образом, журналистикой (хотя в 1910—1911 гг. был главным дирижёром Нового Берлинского театра оперетты, нем. Neue Berliner Operettenensemble). Некоторое время занимал пост главного редактора газеты Deutsche Zeitung, органа Всенемецкого союза.
Страстный поклонник Рихарда Вагнера, по выражению позднейшего исследователя «легковерный и беззаботный фанатик» (нем. leichtgläubig-unbekümmert Fanatiker). В ранних публикациях нередко выбирал имена персонажей вагнеровских опер в качестве псевдонимов. Начиная с 1904 г. опубликовал множество статей в журнале Bayreuther Blätter, из которых самая известная — «Рихард Вагнер и Бисмарк» (1924), трактовавшая об этих двух личностях как символах германской нации, преследовавших единые цели. В 1912 г. выступил инициатором петиции к Рейхстагу с требованием принять закон, охраняющий установленное Вагнером и истекавшее в 1913 г. исключительное право Байройтского фестиваля на постановку оперы «Парсифаль»; петиция набрала 18 тысяч подписей, но была отклонена Рейхстагом. На протяжении всей журналистской карьеры выступал с антисемитскими публикациями, в особенности обвиняя евреев в размывании и ослаблении чисто немецкого национального характера вагнеровского творчества. В 1921 г., в связи с перспективой возрождения фестиваля после Первой мировой войны, потребовал от Зигфрида Вагнера не допускать к участию в нём евреев; Вагнер ответил Пюрингеру пространной отповедью, заявив, что в Байройте будут приветствовать представителей всех наций.